# 이바르 크뤼게르
이바르 크뤼게르(Ivar Kreuger, 1880~1932)는 스웨덴의 사업가이자 금융업자이다.
크뤼게르는 적극적인 투자와 혁신적인 금융 기법을 통해 당시로서는 세계적인 성냥 기업과 금융 기업을 일군다. 특히 크뤼게르는 가연성을 낮춰 안전성을 높인 성냥을 개발하여 세계 시장을 휩쓸어 '성냥왕'(Match King)이라는 별명을 얻는다. 이후 스웨덴과 미국에서 대출을 받아 다양한 기업 인수하는 문어발식 확장을 한다. 금융 시장에 대한 크뤼게르의 이해와 아이디어는 매우 혁신적이었다. 그러나 투명하지 않은 자금 흐름과 무분별한 투자를 불러 부실 경영을 낳았다. 1929년 월가의 주가 대폭락과 경제 공황으로 그의 투자 방법에 문제가 생기기 시작하였고, 1932년에 그는 파리에서 죽은 체 발견되었다. 그의 죽음과 함께 그가 소유한 기업은 줄줄이 도산하였다.

## 같이 보기
- 폰지 사기